# 臧权
臧权（?—?），兗州泰山郡华县（山东省临沂市费县方城镇）人，西晋太仆。

## 生平
臧权是三国时期曹魏名将良成威侯臧霸之孙。其父良成恭侯臧艾。臧艾历任黄门郎、郡守、青州刺史、少府。为巴结邓飏，将父亲小妾赠与。臧艾死后，臧权袭封为良成侯。晋武帝泰始年间，司徒李胤、镇军大将军胡奋、廷尉诸葛冲、太仆臧权、侍中冯荪、秘书郎左思等人的女眷位列三夫人九嫔之列。